# Gesprekken met God
Gesprekken met God (Engels: Conversations with God) is een negendelige boekenreeks van de Amerikaanse auteur Neale Donald Walsch. De boeken zijn geschreven vanuit een christelijk-esoterische visie en bestaan uit een dialoog waarin de schrijver vragen stelt die God vervolgens beantwoordt. Uiteindelijk is zijn conclusie dat God in hemzelf woont. Het eerste deel van de 'Gesprekken met God'-serie, Een ongewoon gesprek met God, werd in 1995 uitgebracht.

## Aanleiding
In een interview met Larry King beschrijft Walsch de aanleiding van de dialoog als volgt: in een moeilijke periode van zijn leven schreef hij een boze brief aan God, klagend waarom zijn leven zo'n puinhoop was. Nadat hij alle vragen had opgeschreven, zou hij een stem gehoord hebben over zijn rechterschouder, die zei: Wil je werkelijk een antwoord op al deze vragen of lucht je gewoon je hart? Walsch voelde vervolgens de antwoorden op zijn klachten in zijn hoofd opkomen en besloot ze op te schrijven.

## Hoofdthema's
In het deel Vriendschap met God schrijft Walsch dat er vier kernconcepten zijn die centraal staan gedurende de dialoog:
- We zijn allemaal één.
- Er is genoeg.
- Er is niets dat je hoeft te doen.
- Onze weg is niet een betere weg, maar een andere weg.